# Lada Nadezjda
De Lada Nadezjda (Надежда, Russisch voor Hoop, ook een Slavische meisjesnaam) of VAZ 2120 is een zeven persoons vierwielaangedreven mpv, geproduceerd door de Russische autofabrikant AvtoVAZ van 1998 tot 2006.

## Geschiedenis
De VAZ 2120 was de eerste mpv geproduceerd door de Russische auto-industrie en was gebaseerd op de verlengde vijfdeurs uitvoering van de Lada Niva (VAZ 2131). Met het oog op de klimatologische omstandigheden in Rusland was de Nadezjda vanaf het begin voorzien van permanente vierwielaandrijving, vanaf 2003 werd een versie met achterwielaandrijving leverbaar.
De Nadezjda was standaard uitgerust met drie rijen stoelen, maar ook was een bestelwagen (Utiliter) leverbaar en een taxi-uitvoering met een aangepast interieur. Er waren twee benzinemotoren beschikbaar: 1,8 liter (type VAZ 2130) met carburateur en een 1,7 liter injectiemotor (type VAZ 21214).
De voorzijde van het model werd in 2002 gewijzigd met een vrij uitgebreide facelift.
De Nadezjda - die in Rusland en andere GOS-landen werd verkocht - was een commerciële mislukking voor de fabrikant, aangezien slechts 8000 exemplaren werden verkocht in een productietijd van zeven jaar. Dit was te wijten aan de geringe populariteit van mpv's in Rusland. Er was sprake van dat Lada zou terugkeren op de mpv-markt met de VAZ 1120 op basis van de Lada Kalina, maar het project werd geannuleerd in 2005.

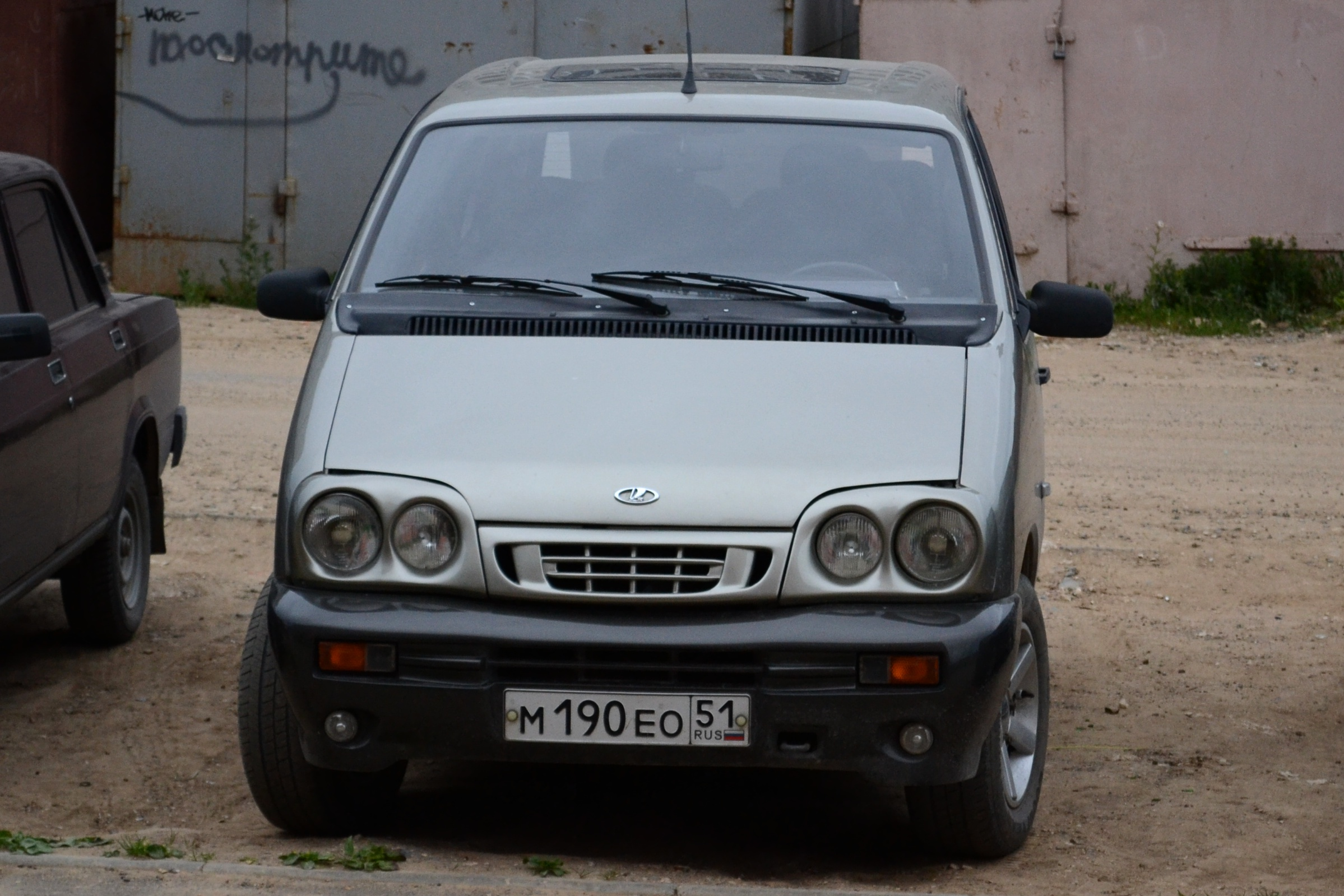
Lada Nadezjda (pre-facelift)
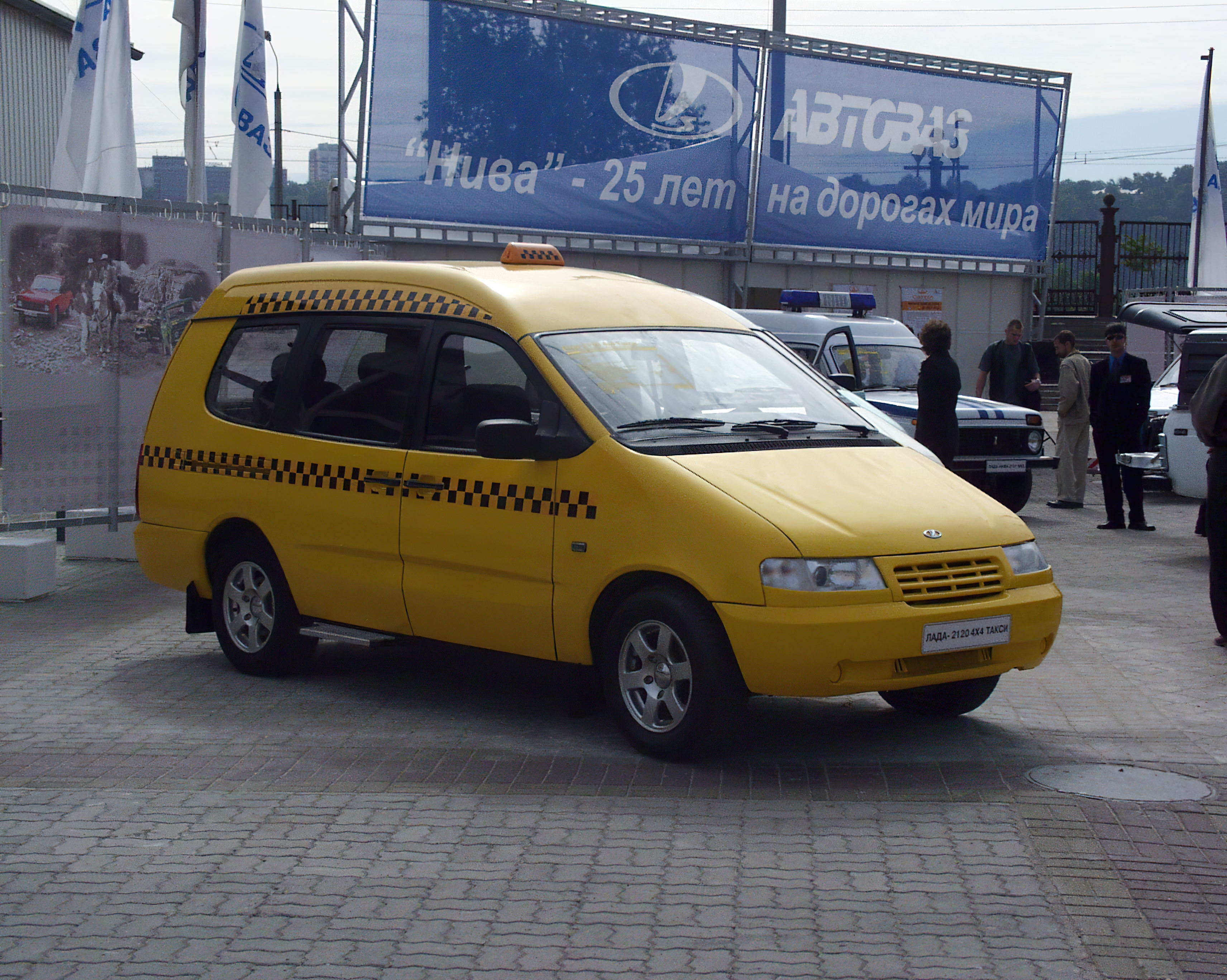
Lada Nadezjda Taxi
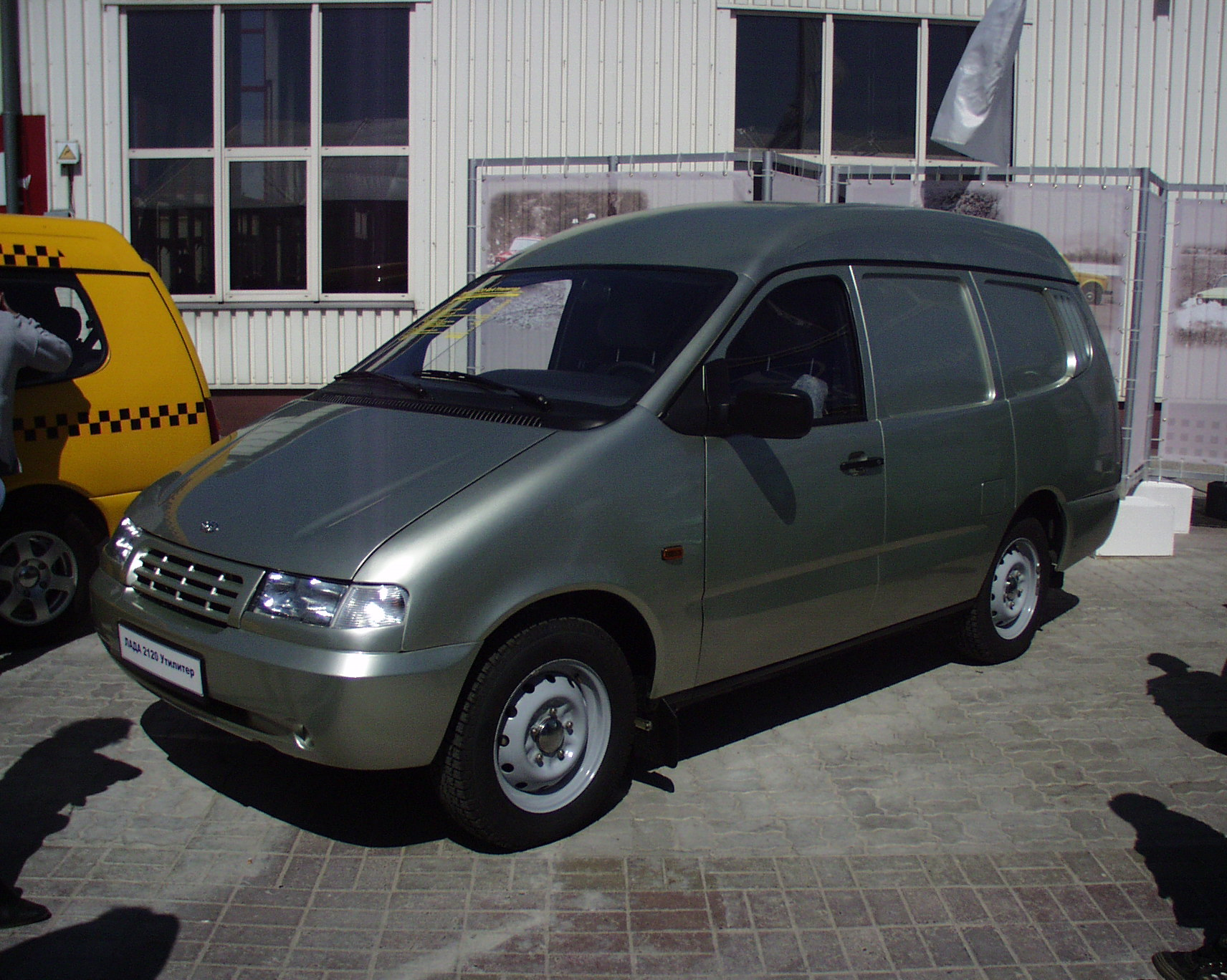
Lada Nadezjda Utiliter

Modellen in productie:
Granta · 
Largus · 
Vesta · 
XRAY · 
Niva

Modellen niet meer in productie:
1200 · 
1300 · 
1500 · 
1600 · 
2105 · 
2107 · 
2104 · 
Oka · 
Samara · 
110 · 
111 · 
112 · 
Nadezjda ·
Kalina ·
Priora